# Койю
Койю (коми Койю) — посёлок в Ижемском районе Республики Коми России. Входит в состав сельского поселения Том.

## История
Основан после 1930 года. По данным 1956 года являлся посёлком лесозаготовителей в составе Мошьюгского сельсовета.

## География
Посёлок находится в северо-западной части Республики Коми, в пределах Печорской низменности, на правом берегу реки Ижмы, вблизи места впадения в неё реки Улыс-Койю, на расстоянии примерно 72 километров (по прямой) к юго-юго-западу (SSW) от села Ижмы, административного центра района.
Климат
Климат характеризуется как умеренно континентальный, с продолжительной морозной многоснежной зимой и коротким прохладным летом. Средняя температура воздуха самого тёплого месяца (июля) составляет 14,6 °C; самого холодного (января) — −17,4 °C. Среднегодовое количество атмосферных осадков составляет 527 мм.
Часовой пояс
Койю, как и вся Республика Коми, находится в часовой зоне МСК (московское время). Смещение применяемого времени относительно UTC составляет +3:00.

## Население
| 1989 | 2002 | 2010 |
| ---- | ---- | ---- |
| 573  | ↘381 | ↘319 |

Гендерный состав
По данным Всероссийской переписи населения 2010 года в гендерной структуре населения мужчины составляли 49,2 %, женщины — соответственно 50,8 %.
Национальный состав
Согласно результатам переписи 2002 года, в национальной структуре населения коми-ижемцы составляли 45 % из 381 чел.; коми — 30 %.